# Buttermere (Wiltshire)
Buttermere is een civil parish in het Engelse graafschap Wiltshire. In 2001 telde het dorp 38 inwoners. Buttermere komt in het Domesday Book (1086) voor als 'Butremare / mere'.